# Левадний провулок (Київ)
Лева́дний прову́лок — провулок у Дарницькому районі м. Києва, селище Бортничі. Простягається від Левадної вулиці (двічі, утворюючи півколо).

## Історія
Левадний провулок сформувався ще у ХІХ столітті, офіційної назви не мав (пролягав кутком Слобода). Сучасна назва ймовірно з 1940-50-х років.